# Richard Hammond
Richard Mark Hammond (19 de dezembro de 1969) é escritor e jornalista, mais conhecido por ser ex-co-apresentador do programa Top Gear (2002) e atualmente co-apresentador do programa The Grand tour,  juntamente com Jeremy Clarkson e James May. 
Hammond apresenta ainda o documentário Planet Earth Live ao lado de Julia Bradbury.

## Sua vida
Hammond nasceu em Solihull e é neto de trabalhadores da indústria automobilística de Birmingham. Após a sua graduação, trabalhou para várias estações de rádio, incluindo a Radio Cleveland, Radio York, Radio Cumbria (entre outras), antes de ser apresentador do Top Gear.
Hammond tornou-se apresentador do Top Gear em 2002, quando a série começou o seu formato atual.
Richard Hammond é muitas vezes apelidado de "Hamster" por fãs e pelos seus co-apresentadores de Top Gear, devido ao seu nome e altura relativamente pequena (1,70m). O seu apelido foi reforçado quando Hammond comeu um cartão a imitar um hamster.
Tornou-se o apresentador do programa " A Ciência da Estupidez" da National Geographic em 2014.

## Vida Pessoal
Hammond é casado com Amanda Etheridge (mais conhecida por Mindy) desde 2002. O casal tem duas filhas. 
Richard mora com a sua família num castelo localizado em Herefordshire mas também possui um apartamento em Londres.
Hammond é um grande fã do Porsche 911 e considera o Pagani Zonda como o supercarro definitivo. Já foi proprietário de um Porsche 911 SC 1982 (vendido nos anos 2000) e de um Porsche 911 (997) Carrera S. Em 2004 comprou um Porsche 928 com a intenção de usá-lo diariamente.  
Ao contrário de Jeremy Clarkson e James May, Richard Hammond também se interessa por muscle cars americanos, tendo sido dono de um Dodge Charger R/T 1969, um Ford Mustang GT 390 1967,e um Dodge Challenger SRT8 2008 (comprado durante um episódio da 12ª temporada). 
Em 2010 gastou mais de 2 milhões de euros para comprar um castelo situado perto de Weston under Penyard, Ross-on-Wye. Nesse mesmo ano ganhou licença para pilotar helicópteros.

## Trabalhos de Caridade
Richard Hammond é vice-presidente de uma instituição de caridade que ajuda crianças com danos cerebrais, a Children's Trust, Tadworth.